# Kalisz

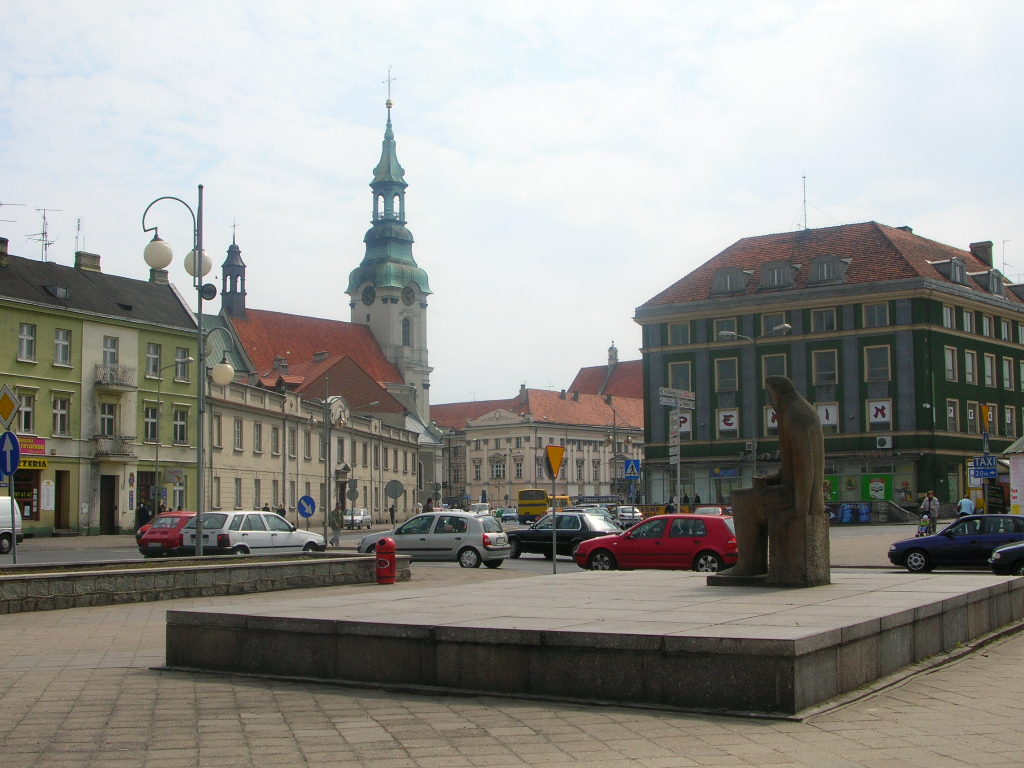
Praça Kiliński

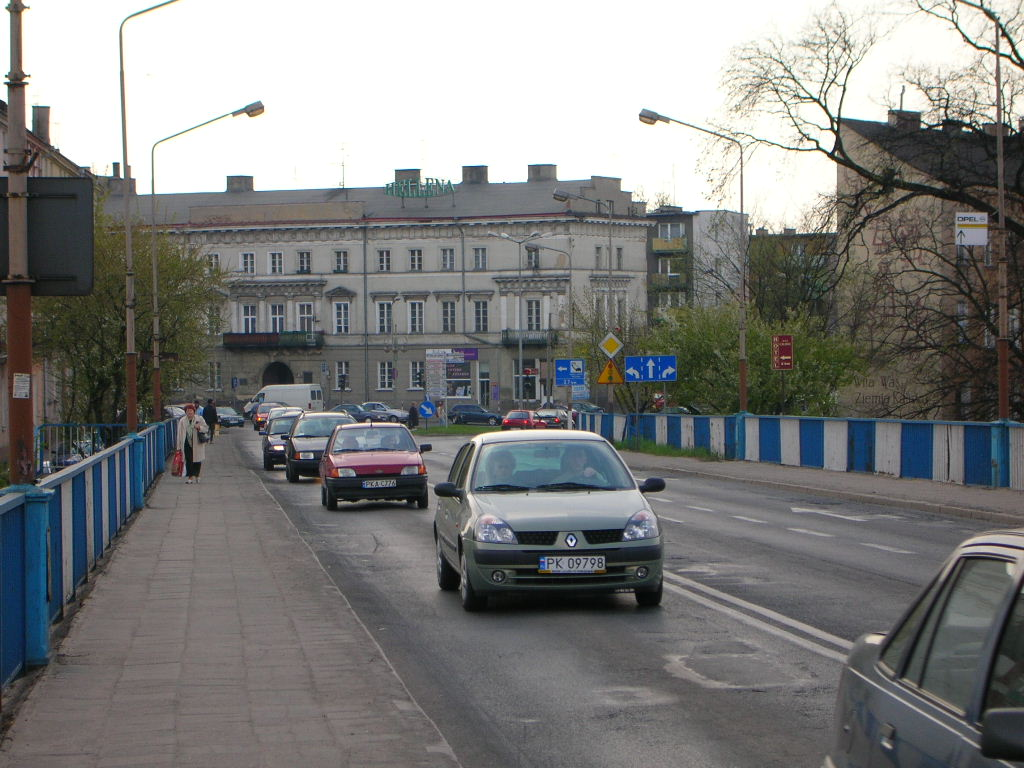
Ponte Varsóvia

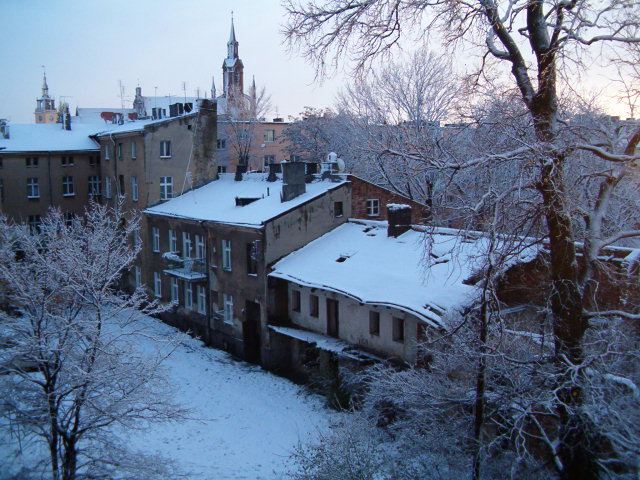
Centro da cidade de Kalisz com as torres da igreja e da prefeitura visíveis

Kalisz (alemão: Kalisch, latim: Calisia) é uma cidade no centro da Polônia, na voivodia da Grande Polônia. Estende-se por uma área de 69,42 km², com 100 482 habitantes, segundo os censos de 2019, com uma densidade de 1 447,5 hab/km². Situada às margens do rio Prosna na parte sudeste da voivodia da Grande Polônia, a cidade forma uma conurbação com as cidades vizinhas de Ostrów Wielkopolski e Skalmierzyce.
A cidade é um importante centro industrial e comercial da região, com muitas indústrias importantes instaladas nela. É também a sede da fábrica de pianos Calisia e um dos centros tradicionais de arte popular.

## História
Algumas vezes Kalisz é chamada de "a mais antiga cidade da Polônia" devido a uma menção de Ptolemeu da existência de uma cidade Calisia que estava situada na Rota do Âmbar. Embora ainda não se tenha a certeza de que o centro da cidade tenha sido habitado no século II, existem muitos objetos dos tempos romanos na área, indicando o fato de que o local servia de parada para as caravanas romanas que se dirigiam para o Mar Báltico.
A moderna Kalisz foi, muito provavelmente, fundada no século IX como um distrito administrado por um castelão e possuindo uma pequena fortaleza. O nome deriva do termo eslavônico kał, significando pântano ou brejo. Em 1106, Boleslau III tomou a cidade e a incorporou ao seu domínio feudal. Entre 1253 e 1260 o povoado recebeu os privilégios de cidade e logo começou a crescer.
Uma das mais ricas cidades da Grande Polônia, durante a fragmentação feudal da Polônia ela formou um ducado separado governado por um ramo local da dinastia Piast. Após a reunificação da Polônia, a cidade tornou-se um notável centro de tecelagem e produção de madeira, bem como um dos centros culturais da Polônia. O desenvolvimento econômico da região foi auxiliado por um grande número de Irmãos Tchecos protestantes, que se estabeleceram em Kalisz e no seu entorno após terem sido expulsos da  Boêmia. Judeus também se estabeleceram em Kalisz, por volta de 1139.
Em 1282 os privilégios de cidade foram confirmados por Premislau II da Polônia e em 1314 ela se tornou a capital da Terra de Kalisz, uma das voivodias  da Polônia, pelo rei Vladislau I. Um importante centro de comércio, Kalisz estava localizada no centro da Polônia. Devido a sua localização estratégica, em 1343 o rei Casimiro III assinou lá o  tratado de paz com os Cavaleiros Teutônicos. Como uma cidade real, ela conseguiu manter muitos de seus privilégios iniciais e em 1426 um novo prédio da prefeitura foi construído. Também foi lá que o rei Miecislau III, o Velho está sepultado.
Em 1574 os jesuítas foram levados até Kalisz e em 1584 eles inauguraram um colégio jesuíta na cidade, um dos mais importantes centros de educação da Polônia daquela época. Contudo, com o passar do tempo a importância de Kalisz declinou e a sua posição foi tomada pela cidade vizinha de Poznań.
Em 1792 a cidade foi atingida por um incêndio que destruiu a maioria das construções da sua parte central. No ano seguinte, seguiu-se a segunda partição da Polônia e a cidade foi anexada pelo Reino da Prússia. Em 1801 Wojciech Bogusławski construiu na cidade um teatro, um dos primeiros teatros permanentes da área.
Em 1806 Kalisz passou a fazer parte do Ducado de Varsóvia. Durante a invasão da Rússia por Napoleão, foi assinado na cidade o Tratado de Kalisch entre a Rússia e a Prússia em 1813, confirmando que a Prússia fazia parte agora do lado dos aliados.
Depois da derrota de Napoleão Bonaparte, Kalisz foi anexada pela Rússia Imperial. A proximidade com a fronteira da Prússia acelerou o desenvolvimento econômico da cidade e Kalisz, chamada em russo de Кализ, começou a atrair muitos colonos, não apenas da Polônia, mas também dos estados alemães e de toda a parte do império russo. Em 1902 Kalisz foi ligada a Varsóvia e Łódź por uma ferrovia.
Depois do início da Primeira Guerra Mundial, a proximidade com a fronteira prussiana foi desastrosa para a cidade, sendo uma das primeiras cidades a serem destruídas naquela guerra. Depois de uma série de conflitos na fronteira, o exército alemão bombardeou a cidade com a artilharia. Durante as pesadas lutas que duraram de 7 até 22 de agosto de 1914, a cidade foi destruída quase que completamente.
Depois de entrarem na cidade, as unidades alemãs comandadas por Hermann Preusker descontaram nos civis a fato da cidade ter sido defendida pelo exército russo. 800 homens foram presos e depois mortos, enquanto que a cidade era incendiada e os habitantes restantes expulsos. Dos 68.000 habitantes em 1914, apenas 5.000 viviam na cidade no ano seguinte. Contudo, já no fim da Grande Guerra, muito do centro da cidade havia sido reconstruído e muitos dos antigos moradores foram permitidos retornarem a sua cidade.
Depois da guerra e da Revolta da Grande Polônia (1918–1919), Kalisz tornou-se parte, mais uma vez, da independente República da Polônia. A reconstrução continuou e em 1925 um novo edifício da prefeitura foi inaugurado.

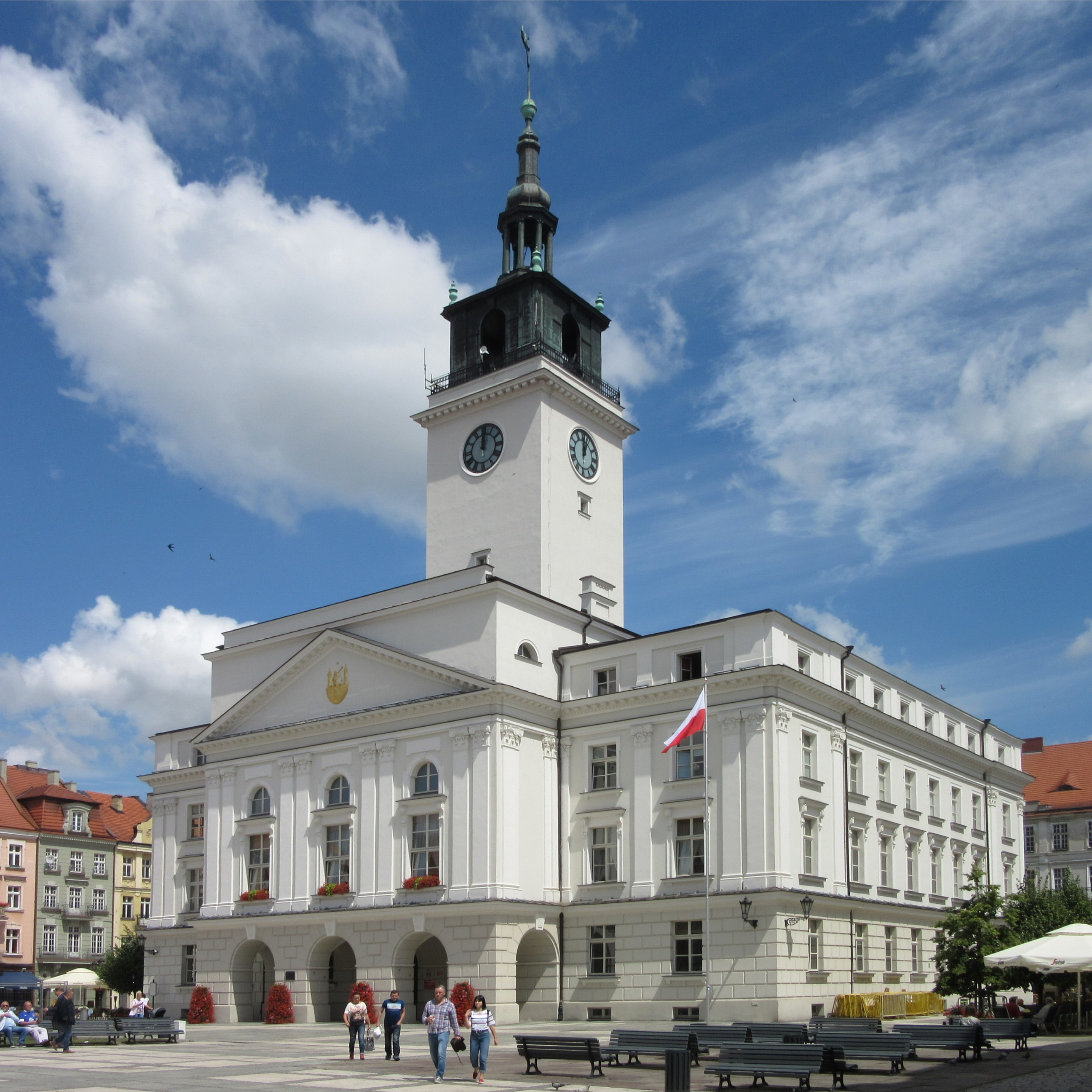
Prédio da prefeitura de Kalisz.

Até 1939 a cidade possuía cerca de 89.000 habitantes. Após o início da Guerra Defensiva da Polônia de 1939, um conflito polaco-germano que antecedeu à Segunda Guerra Mundial, a proximidade da fronteira provou, uma vez mais, ser desastroso. Embora a cidade tenha sido tomada pela Wehrmacht quase que instantaneamente e sem muita resistência, a cidade foi diretamente anexada à Alemanha Nazista. Até o final da Segunda Guerra Mundial aproximadamente 30.000 poloneses e judeus da cidade e cercanias foram mortos. Além disso, 20.000 católicos locais foram mortos ou enviados para a Alemanha como trabalho escravo pelo Governo Geral. Em 1945 a cidade tinha apenas 43.000 habitantes, quase que a metade da existente no ano anterior à guerra.
Após o término da Segunda Guerra Mundial a reconstrução da cidade foi iniciada. Em 1975, depois do plano de reforma administrativa de Edward Gierek, Kalisz tornou-se a sede da voivodia de Kalisz. Em 1998 a voivodia foi abolida e desde então Kalisz passou a ser a capital do powiat de Kalisz dentro da voivodia da Grande Polônia. Em 1991 o dia de aniversário da cidade passou a ser comemorado em 11 de junho, em homenagem a reafirmação dos privilégios de cidade recebidos em 1282. No ano seguinte a cidade passou a ser a sede de uma diocese.

## Educação

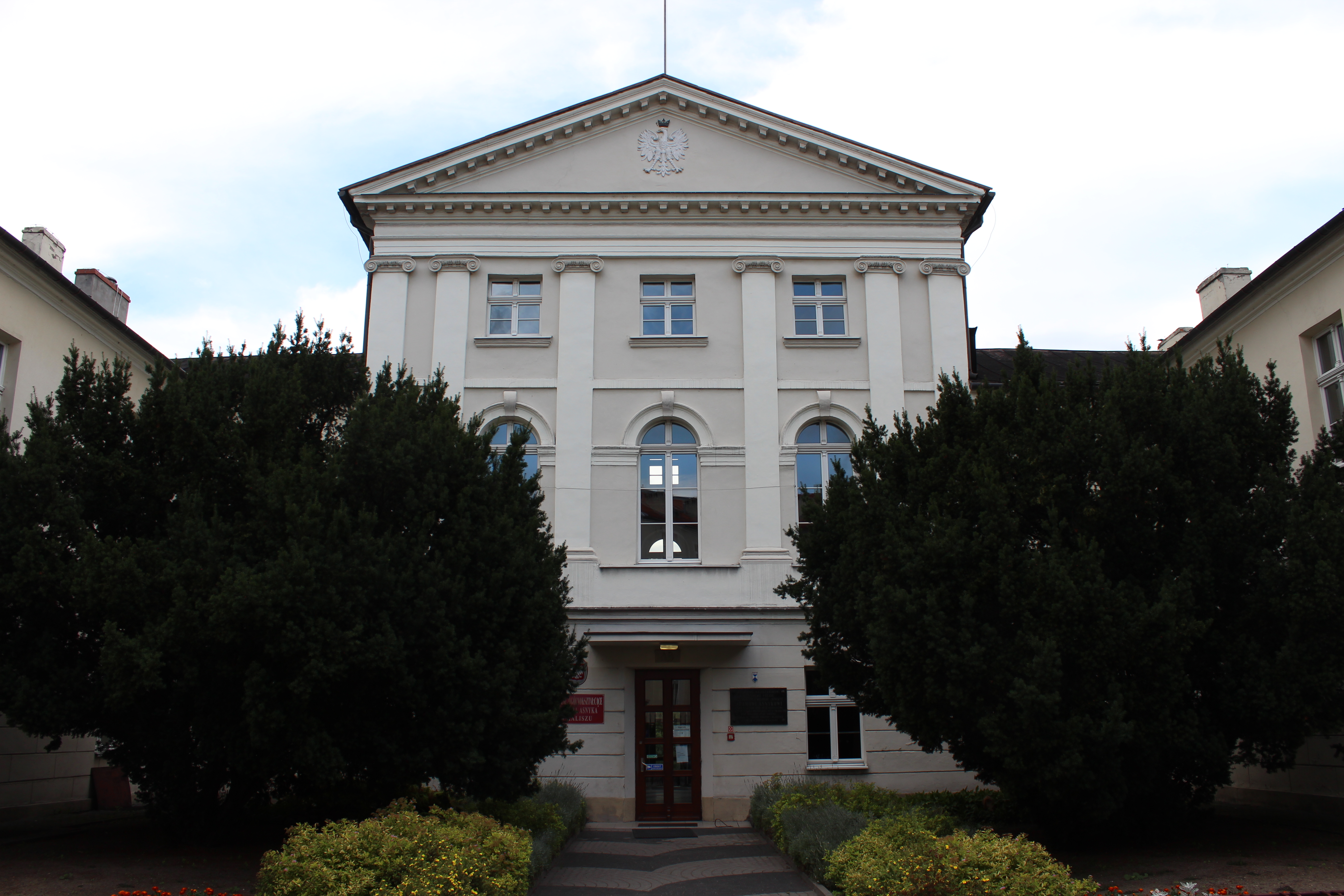
Faculdade de Adam Asnyk

Kalisz é um importante centro de educação regional. Na cidade existem 30 jardins de infância, 29 escolas primárias e 15 escolas secundárias júnior. Há também 7 faculdades e várias escolas de comércio.
A cidade tem também um campus da Universidade de Poznań, ligado ao aprendizado de Economia e Ciência e Tecnologia, bem como diversas instituições particulares de ensino superior.

## Economia
Embora haja poucas indústrias pesadas dentro dos limites da cidade, Kalisz abriga as maiores indústrias da Polônia, como a fábrica de pianos Calisia, as indústrias de alimentos Winiary e Ziołopex (a primeira faz agora parte do grupo Nestlé), fábricas de confecções de jeans e de produção de refrigerantes.
Há também duas fábricas produtoras de motores, WSK-Kalisz e Pratt & Whitney Kalisz - ramo da Pratt & Whitney Canada.

## Desporto
- Winiary Kalisz - time de voleibol feminino participando da Liga Feminina de Voleibol Polonesa Seria A: segunda colocada na temporada 2003/2004 e primeiro lugar na de 2004/2005.
- KKS 1925 Kalisz - time de futebol masculino na Liga de Futebol Polonês-Classe B.